# 津田正盛
津田 正盛（つだ まさもり）は、安土桃山時代から江戸時代前期にかけての武士・尾張藩士。家紋は織田木瓜。

## 略歴
岩倉織田氏・織田信安の四男として誕生。
文禄3年（1594年）、徳川家康に初御目見後、大坂へ向かい豊臣秀吉に仕える（610石）。秀吉死去以後は家康に召し出され、関ヶ原の戦いでは東軍に従軍する。その後、松平忠吉附属となる。忠吉の尾張国清洲入府の際、先方案内したうちの一人である。清洲越しの後、大坂冬の陣・夏の陣に従軍した。徳川義直へ年頭拝謁の時、織田家の古家であることから必ず附家老成瀬氏、竹腰氏よりも先の待遇であった。
嫡子がなく、兼松正成の次男の正方を養嗣子にし、隠居する。隠居後に実子の信明が生まれ、津田家を実子相続させる願いを残す。
寛文元年（1661年）4月30日病没。享年79。正方が家督相続するが、正方の死後、願い通り実子の信明が家督相続し、織田家の血筋が続くことになる。

## 系譜
- 父：織田信安
- 母：不詳
- 妻：不詳
  - 次男：津田信明
- 養子
  - 男子：津田正方 - 兼松正成の次男